# Chavannaz
Chavannaz é uma comuna francesa na região administrativa de Auvérnia-Ródano-Alpes, no departamento da Alta Saboia. Estende-se por uma área de 3.17 km². Em 2010 a comuna tinha 252 habitantes (densidade: 79,5 hab./km²).